# Luci Novi Rufus
Luci Novi Rufus (llatí: Lucius Novius Rufus) va ser governador de la Tarraconense entre el 192 i el 197.
Després de la mort de Publi Helvi Pèrtinax i Didi Julià l'any 193 va donar suport a la candidatura de Septimi Sever com a emperador. El 197 va participar amb la Legio VII Gemina a la batalla de Lugdúnum, que va consolidar Sever com a emperador.